# 马来西亚联邦首席大法官
马来西亚首席大法官是马来西亚三权分立制度下司法机构的首脑，是马来西亚司法机构的最高位置。除此之外，他也是马来西亚的最高终审法院—马来西亚联邦法院的最高首長。其职位与马来西亚首相平起平坐，直属马来西亚最高元首。
首席大法官的前身为最高法院主席（Lord President of the Supreme Court），直到1994年才更改现有的名称－「联邦法院的首席大法官」（Chief Justice of the Federal Court）。

## 历任[3]

### 马来亚联合邦首席大法官（1957-1963）
- 敦詹姆斯·B·汤姆森：1957年－1963年

### 马来西亚联邦最高法院主席（1963-1994）
- 敦詹姆斯·B·汤姆森：1963年－1966年
- 敦赛谢哈山峇拉峇（英语：Syed Sheh Barakbah）：1966年－1968年
- 敦莫哈末阿兹米（英语：Mohamed Azmi Mohamed）：1968年—1974年
- 敦莫哈末苏菲安（英语：Mohamed Suffian Mohamed Hashim）：1974年－1982年
- 敦拉惹阿兹兰沙（后来成为霹雳苏丹和马来西亚最高元首）：1982年－1984年
- 敦沙列阿巴斯（英语：Salleh Abas）：1984年－1988年
- 敦阿都哈密奥玛（英语：Abdul Hamid Omar）：1988年－1994年

### 马来西亚联邦首席大法官（1994-）
- 敦阿都哈密奥玛（英语：Abdul Hamid Omar）：1994年
- 敦尤索夫晋：1994年－2000年
- 敦莫哈末扎伊丁·阿都拉（英语：Mohamed Dzaiddin Abdullah）：2000年－2003年
- 敦阿末法鲁兹（英语：Ahmad Fairuz Abdul Halim）：2003年－2007年
- 敦阿都哈密莫哈末（英语：Abdul Hamid Mohamad）：2007年－2008年[4]
- 敦扎基阿兹米（英语：Zaki Azmi）：2008年－2011年
- 敦阿里芬（英语：Arifin Zakaria）：2011年－2017年[5]
- 敦莫哈末劳勿斯：2017年－2018年[6]
- 敦里察马拉尊：2018年－2019年
- 敦东姑麦润：2019年－2025年7月2日
- 丹斯里拿督斯里哈斯娜哈欣（英语：Hasnah Mohammed Hashim）：2025年7月3日－2025年7月28日（代理）
- 拿督旺阿末法立：2025年7月28日－